# 弓削幸太郎
弓削 幸太郎（ゆげ こうたろう、1881年〈明治14年〉8月28日 - 1957年〈昭和32年〉12月16日）は、朝鮮総督府官僚。位階は正四位。勲等は勳三等。

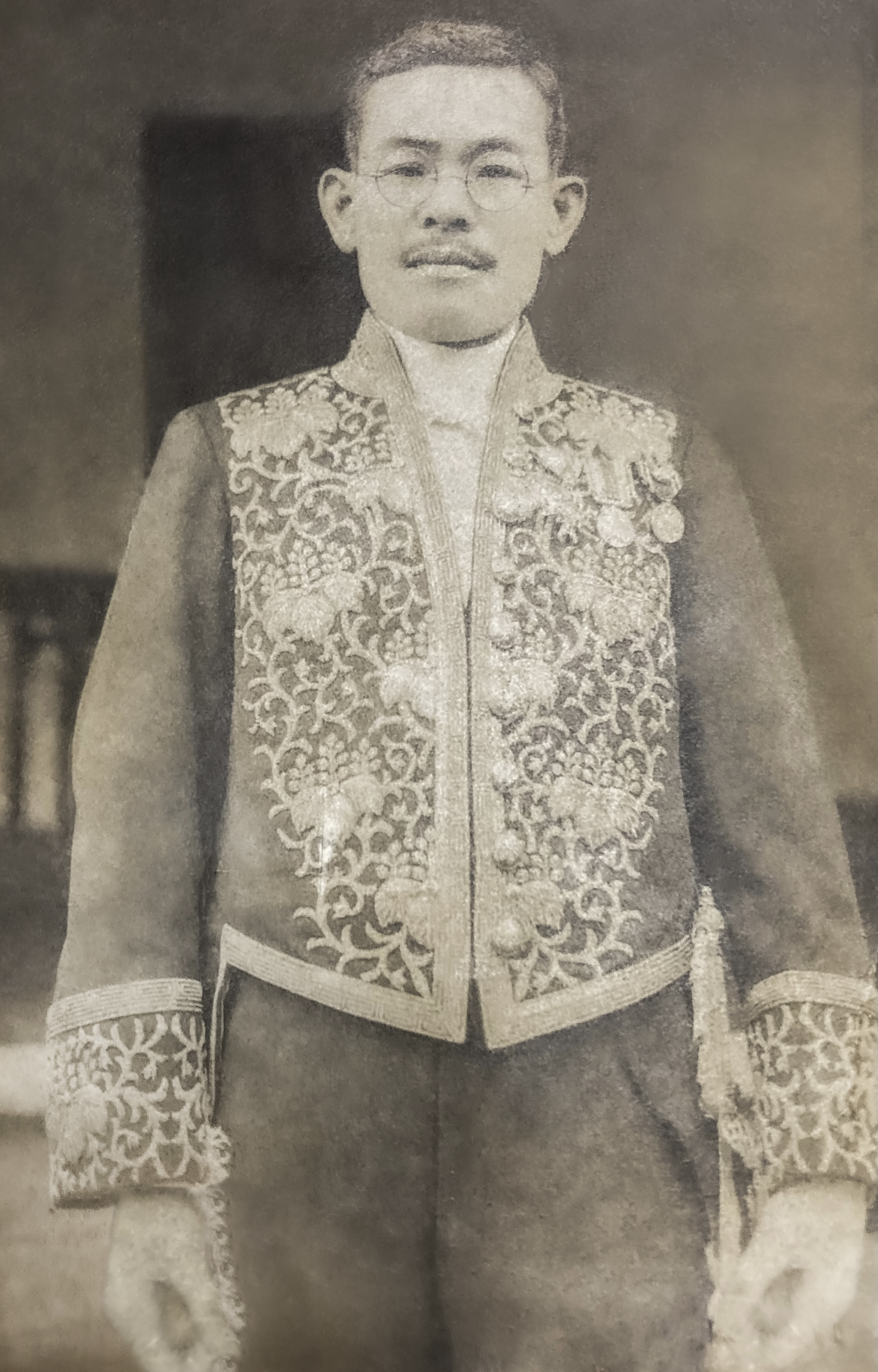
弓削幸太郎

## 経歴
岡山県赤磐郡豊田村（現在の赤磐市）出身。弓削新平の孫。1900年（明治33年）、日本法律学校（現在の日本大学）法科を卒業。1904年（明治37年）に高等文官試験に合格。専売局属、千葉県属、同警視、鹿児島県事務官、朝鮮総督府書記官、同学務課長、同宗教課長、同鉄道部長を歴任した。
退官後は復興建築助成株式会社取締役・支配人、中央朝鮮協会理事、中央協和会理事、東京府協和会理事を務めた。終戦後は千葉県農地委員となった。

## 著書
- 『朝鮮の教育』（自由討究社、1923年）
- 『朝鮮を訪ふ』（竹柏会、1939年）
- 『朝鮮施政史』（中央協和会、1943年）